# Курненська територіальна громада
Курненська сільська територіальна громада — територіальна громада в Україні, в Житомирському районі Житомирської області. Адміністративний центр — село Курне.

## Загальна інформація
Площа території — 325,9 км², кількість населення — 8 017 осіб (2020).
У 2018 році площа громади становила 229,1 км², кількість населення — 5 598 мешканців.

## Населені пункти
До складу громади входять 26 сіл: Андріївка, Березова Гать, Білка, Великий Луг, Грузливець, Зелена Діброва, Калиновий Гай, Курне, Молодіжне, Муравня, Новини, Павлівка, Підлісне, Рудокопи, Слобідка, Соколів, Стара Рудня, Старий Майдан, Стрибіж, Теньківка, Тетірка, Улашанівка, Ходорівка, Цвітянка, Червоносілка, Шереметів та 1 селище (Курне).

## Історія
Утворена 1 серпня 2017 року шляхом об'єднання Великолугівської, Курненської, Старомайданської, Стрибізької та Тетірської сільських рад Пулинського району Житомирської області.
Відповідно до розпорядження Кабінету Міністрів України № 711-р від 12 червня 2020 року «Про визначення адміністративних центрів та затвердження територій територіальних громад Житомирської області», до складу громади були включені територія та населені пункти Соколівської сільської територіальної громади (в складі колишніх Андріївської, Соколівської та Теньківської сільських рад) та Павлівської сільської ради Пулинського району.
Відповідно до постанови Верховної Ради України № 807-IX від 17 липня 2020 року «Про утворення та ліквідацію районів», громада увійшла до складу новоствореного Житомирського району Житомирської області.